# Dobovica
Dobovica je naselje v Občini Litija.